# Pseudochernes crassimanus
Pseudochernes crassimanus är en spindeldjursart som beskrevs av Beier 1954. Pseudochernes crassimanus ingår i släktet Pseudochernes och familjen Withiidae. Inga underarter finns listade i Catalogue of Life.